# Уорик
Вижте пояснителната страница за други значения на Уорик.
Уорик (на английски: Warwick, /ˈwɒrɪk/) е град в централна Англия, административен център на графство Уорикшър. Населението му е около 33 000 души (2016).
Разположен е на 73 метра надморска височина в равнината Ардън, на бреговете на река Ейвън и на 30 километра югоизточно от центъра на Бирмингам. Селището съществува от VI век, от X век е център на графство, а през XI век Уилям Завоевателя основава известния замък Уорик.

## Известни личности
Починали в Уорик
- Тони Ролт (1918 – 2008), автомобилен състезател